# Gründau (gmina)
Gründau – miejscowość i gmina w Niemczech, w kraju związkowym Hesja, w rejencji Darmstadt, w powiecie Main-Kinzig.

## Współpraca
Miejscowości partnerskie:
- Laussonne, Francja
- Neugersdorf – dzielnica Ebersbach-Neugersdorf, Saksonia